# Жиру, Мария-Сюзанна
Мари́я-Сюза́нна Жиру́ (мадам Рослин, фр. Marie-Suzanne Giroust-Roslin; 9 марта 1734[…], Париж — 31 августа 1772[…], Париж) — французская художница, супруга шведского живописца Александра Рослина. Именно она изображена супругом на знаменитом портрете «Дама под вуалью».

## Биография

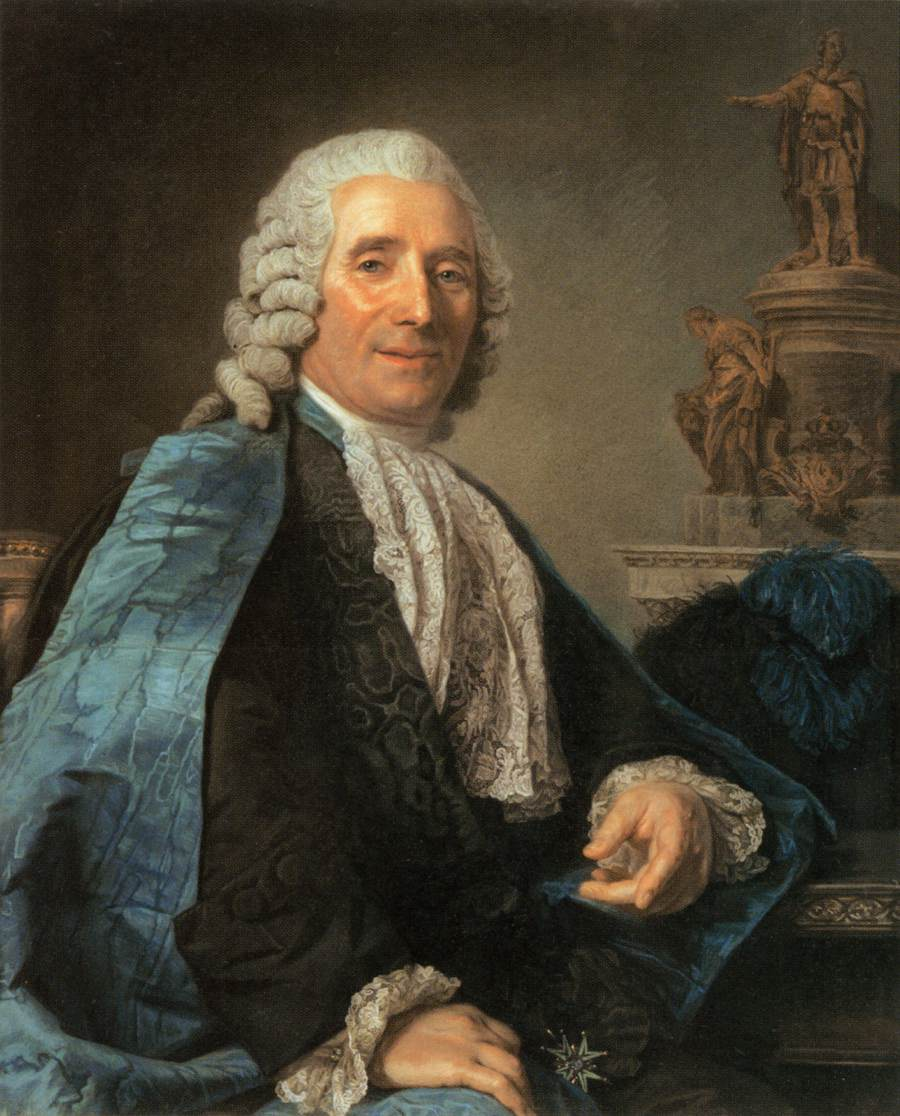
«Портрет скульптора Пигали»

Мария-Сюзанна Жиру родилась в Париже. Дочь королевского ювелира, она рано осиротела и воспитывалась родственниками. Живописи училась у прославленных художников Мориса Кантен де Латура и Жозефа Мари Вьена.
В 1745 году влюбилась в ещё малоизвестного, недавно приехавшего в Париж шведского художника Александра Рослина. Опекуны были против свадьбы, в том числе потому, что жених был протестантом, а Мари католичкой. 5 января 1759 года она всё же вышла за Рослина замуж благодаря содействию влиятельных покровителей художника; свидетелем на свадьбе был посол Швеции. В семье родилось трое сыновей и три дочери.
Писала портреты, особенно искусно пастелью. В 1771 году удостоилась персональной выставки. Удостоилась похвалы самого Дидро за использование насыщенных цветов (работа «Портрет скульптора Пигали»). Некоторые картины Жиру сегодня выставлены в Лувре и частных коллекциях.
В 1772 году в возрасте 38 лет умерла от рака груди.